# نقض حقوق بشر در مناطق تحت کنترل داعش

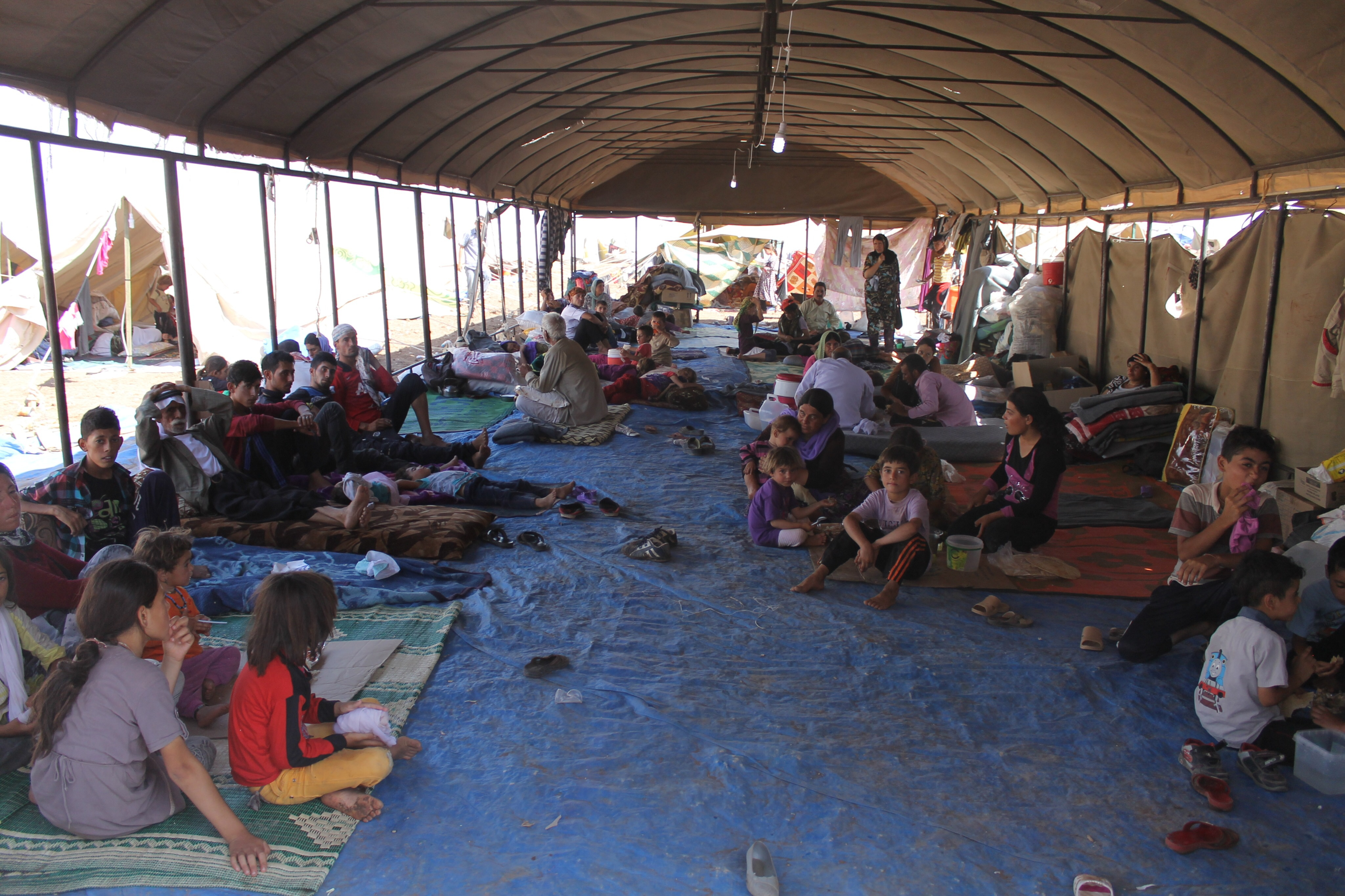
اردوگاه آوارگان یزیدی در کوهستان سنجار، سال ۲۰۱۴

جنایت علیه بشریت توسط داعش توسط بسیاری از سیاستمداران، رهبران مذهبی و سازمان‌های دیگر اعلام و محکوم شده‌است.
بنابر گزارش دیده‌بان حقوق بشر، سازمان داعش در درگیری‌های نظامی خود از کودکان و نوجوانان استفاده می‌کند. این گزارش بر پایه اطلاعات داده شده توسط ۲۵ نهاد تنظیم شده‌است.
بنابر گزارش روزنامه واشینگتن پست، نیروهای داعش ساکنین چند روستای ترکمن‌نشین در عراق را قتل‌عام کرده‌اند که در بین آن‌ها دو دختر خردسال هم وجود دارد. بنابر گزارش یک پلیس محلی، تعداد مقتولین ۵۵ تن اعلام شده‌است. ده‌ها تن دیگر هم مفقودالاثر شده‌اند.
در ۲۹ ژوئیه ۲۰۱۴، سازمان نظارت بر حقوق بشر در بریتانیا خبر از سنگسار شدن دو زن توسط داعش در مدت کمتر از ۲۴ ساعت خبر داد. ابتدا یک زن بیوه ۲۶ ساله در بازاری در منطقه دبکه سوریه سنگسار شد و تنها چند ساعت بعد، زن دیگری در شهر الرقه سنگسار شد. عکس‌هایی از مراسم اجرای حکم توسط حامیان داعش در شبکه‌های اجتماعی منتشر شده‌است. آن‌ها با یک خودروی پر از سنگ به محل اجرای حکم رفته بودند.

## برده‌داری
داعش به‌طور رسمی از برده‌داری دفاع می‌کند و معتقد است قران اجازه همخوابگی با زنان اسیر کافر را به مسلمانان داده‌است. همچنین اعتقادات آخرالزمانی آن‌ها نیز در این گرایش سهیم بوده‌است و در این زمینه به حدیثی استناد می‌کنند که پیش از وقوع آخرالزمان برده‌داری دوباره احیا می‌شود. گزارش‌های متعددی در مورد آزار جنسی و خریدوفروش زنان و دختران اسیر وجود دارد. به ویژه زنان و دختران پیرو مذهب ایزدی که به جنگجویان گروه هدیه داده شده یا به فروش رسیده‌اند.
در مستند <زنانی با گوشواره های باروتی> قید شده که داعش زنان را حتی به ازای یک پاکت سیگار میفروشد.

## حمله شیمیایی استان صلاح‌الدین
در مهر ۱۳۹۳ داعش دست به حمله شیمیایی با استفاده از گاز کلر در الضلوعیه و سپس علیه عشایر بنی سعد در جنوب استان صلاح الدین زد. این حمله‌ها منجر به خفگی و مسمومیت ده‌ها تن از مردم و نیروهای داوطلب شد. داعش پس از ناتوانی برای ورود به مناطقی که مردم به دفاع از میهن خود می‌پردازند، از شیوه‌های دیگری برای انتقام‌گیری استفاده می‌کند.

## تخریب بناهای مذهبی و تاریخی
گروه داعش پس از اشغال شهر تاریخی موصل در شمال عراق، اماکن مقدس به ویژه مساجد و آرامگاه‌های مقدس در نزد شیعیان را تخریب نمود. حداقل چهار آرامگاه مقدس در نزد اعراب سنی و صوفی توسط بولدوزر خراب گردید. همچنین شش مسجد شیعی به وسیله انفجار تخریب گردید.

## سربریدن خبرنگاران و امدادگران
داعش سر جیمز فولی و استیون ساتلاف، دو خبرنگار آمریکایی، دیوید هاینس و الن هنینگ (امدادگر) امدادگران بریتانیایی، عبدالرحمن کاسیگ امدادگر آمریکایی، هارونا یوکاوا، کنجی گوتو دو گروگان ژاپنی را برید. ویدئوهایی که از سر بریدن این افراد منتشر شده، درست شبیه هم است. گروگان‌های آمریکایی و بریتانیایی لباسی نارنجی بر تن دارند و بر زمین زانو زدند و شخص که سر آن‌ها را می‌برد، چهره‌اش را کاملاً پوشانده و لباس سیاه بر تن دارد. لهجه جلاد نیز هنگام صحبت بریتانیایی است. جلاد نقاب‌دار رو به دوربین آمریکا و کشورهای غربی را تهدید می‌کند که اعمال آن‌ها علت «اعدام و جان دادن» این افراد است. در ویدئویی که قاتل سر امدادگر بریتانیایی را می‌برد، پس از آن یک گروگان دیگر نشان داده می‌شود که نامش جان کنتلی است و فرد قاتل می‌گوید اگر ائتلاف جهانی ضد داعش به رهبری ایالات متحده آمریکا مقابله با «دولت اسلامی» را ادامه دهد، سر این فرد نیز بریده خواهد شد. بعد از بریده شدن سر جیمز فولی و استیون سات‌لاف، سیاست آمریکا در برابر گروه «دولت اسلامی» تغییر کرد. باراک اوباما رئیس‌جمهوری این کشور دستور حمله هوایی به مواضع دولت اسلامی در سوریه را صادر کرد. وی همچنین یک ائتلاف جهانی برای مقابله با این گروه تشکیل داده که بریتانیا و آلمان نیز در آن شرکت دارند. چند روز بعد پلیس اف‌بی‌آی آمریکا گفت توانسته با کمک سایر کشورها هویت مرد سیاه‌پوشی که در تصاویر ویدئویی دو گروگان آمریکایی و یک بریتانیایی را سر می‌برد، شناسایی کند. جیمز کومی، رئیس اف‌بی‌آی هویت و ملیت این شبه نظامی گروه دولت اسلامی را فاش نکرد اما آن طور که در تصاویر ویدئویی منتشر شده از او شنیده می‌شد، وی لهجه‌ای بریتانیایی به ویژه لندنی داشت. مقام‌های بریتانیایی با اشاره به «فوق سری» بودن عملیات شناسایی «جلاد داعش» از اظهار نظر دربارهٔ گفته‌های آقای کومی سر باز زدند. انتشار تصاویر بیرحمانه سر بریدن دو روزنامه‌نگار آمریکایی و یک امدادگر بریتانیایی توسط این پیکارجوی داعش، نقش مهمی در تشکیل ائتلاف کشورهای غربی و عربی علیه این گروه افراط‌گرا داشت.

## کشتار اسپایکر
کشتار در پایگاه هوایی اسپایکر، کشتاری جمعی‌است که به‌دست نیروهای داعش در پایگاه هوایی اسپایکر در تکریت عراق در فاصلهٔ میان ۱۱–۱۵ ژوئن ۲۰۱۴ میلادی به وقوع پیوست. در زمان یورش، در حدود ۴۰۰۰ دانشجوی نظامی غیرمسلح در پایگاه بودند در این میان، ۱۷۰۰ دانشجوی شیعهٔ غیرمسلح این پایگاه هوایی به‌طور جمعی قتل‌عام شدند.

## کتاب‌سوزی
نیروهای داعش در اوایل سال ۲۰۱۵ حدود دو هزار کتاب را از کتابخانه مرکزی موصل خارج کردند. به جز متون اسلامی، کتاب‌های دیگر دربارهٔ فلسفه، فرهنگ، علوم و موضوع‌های دیگر و حتی کتاب‌های کودکان توسط داعش از قفسه‌های کتاب خارج شدند. بیم آن می‌رود که مجموعه روزنامه‌های عراقی که حدود یک قرن پیش منتشر شده به همراه نقشه‌ها و کتاب‌های دوران عثمانی توسط داعش نابود شده باشد. چند روز پس از آن، کتاب‌های کتابخانه دانشگاه این شهر سوزانده شد. پس از حمله به کتابخانه مرکزی به مردم گفته شد که کتاب‌های «کفرآمیز» سوزانده خواهد شد.

## سوزاندن خلبان اردنی
داعش خلبان اردنی به نام معاذ الکساسبه را زنده زنده سوزاند. و تصاویر سوزاندن او را منتشر کرد. شبکه العالم صدا و سیمای جمهوری اسلامی ایران گزارش داده‌است که یک کارشناس اسرائیلی و یک وبلاگ‌نویس آمریکایی بر این باور هستند که برخی اشکالات تصویری موجود در فیلم نشانهٔ ساختگی بودن ویدئو است.
هواپیمای جنگنده معاذ کساسبه در جریان عملیات نیروهای ائتلاف علیه داعش در نزدیکی شهر رقه سقوط کرد. اردن تلاش می‌کرد این خلبان را با یک زندانی مورد نظر داعش به نام ساجده ریشاوی مبادله کند، اما این کار بی‌نتیجه ماند. داعش خواهان آزادی ساجده ریشاوی شده بود که به دلیل نقش داشتن در بمب‌گذاری در امان، پایتخت اردن در سال ۲۰۰۵ به مجازات اعدام محکوم شده و اکنون زندانی است. اردن خبر سوزانده شدن خلبان خود توسط گروه داعش را تأیید کرد.
باراک اوباما، رئیس جمهور آمریکا گفت اگر ویدئوی منتشرشده واقعی باشد، نشان دیگری از 'شرارت و بربریت' داعش است.

## سربریدن خالد الاسعد
خالد الاسعد یک باستان‌شناس اهل سوریه بود. خالد الاسعد یکی از شخصیت‌های علمی و فرهنگی کشته شده توسط افراد موسوم دولت اسلامی در عراق و شام است. این باستان‌شناس ۸۲ ساله ۵۰ سال از عمر خود را صرف فعالیت‌های باستان‌شناسی و فرهنگی کرده بود داعش این باستان‌شناس را در ۱۸ اوت ۲۰۱۵ در منطقه تاریخی باستانی پالمیرا (تدمر) سربریده و سپس جنازهٔ او را از یک فلز در خیابان آویزان کرده‌است. در کنار جنازه او کاغذ نوشته‌ای از اتهامات اعلامی‌اش نیز نصب شده‌است.